# Stereocrea schizostachyi
Stereocrea schizostachyi är en svampart som beskrevs av Syd. & P. Syd. 1917. Stereocrea schizostachyi ingår i släktet Stereocrea och familjen Clavicipitaceae.   Inga underarter finns listade i Catalogue of Life.